# Гибсонова пустиња
Гибсонова пустиња се налази у Аустралији, у држави Западна Аустралија, јужно од Велике пешчане пустиње. Захвата површину од око 155.000 km², што је чини петом по величини у овој држави. Према типу подлоге спада у песковите пустиње. Име је добила по Алфреду Гибсону, који ју је 1874. године истражио. Средња надморска висина износи 300-500 метара, а поједина узвишења прекидају равнину. Слабо је насељена, углавном староседелачким племенима.